# Serwer OPC
Serwer OPC – oprogramowanie, które udostępnia dane w standardzie OPC dowolnym klientom OPC. Najważniejszym zadaniem serwera jest dbanie, aby dane procesowe były aktualne oraz klienci mieli do nich swobodny dostęp. Serwery OPC oferują elastyczne rozwiązania dostarczające dane procesowe wtedy, kiedy są potrzebne i minimalizujące wykorzystanie szerokości pasma komunikacyjnego (np. algorytm optymalnego przesyłania, algorytm skanowania adaptacyjnego, wielokanałowa transmisja danych, redundancja). Niektóre serwery OPC oferują rozwiązania, w których - dzięki zdefiniowanemu uniwersalnemu interfejsowi – funkcjonalność związaną z realizacją wybranego protokołu można lokować w zewnętrznych, dynamicznie przyłączanych komponentach zwanych DataProvider.
Serwer opc może spełniać jedną z poniższych specyfikacji OPC;
- OPC Data Access
- OPC Historical Data Access
- OPC Alarms & Events
- OPC Security
- OPC Unified Architecture
- OPC Batch